# مارشک
مارِشْکْ یک روستا واقع در استان خراسان بزرگ می باشد .
این روستا به دلیل برخورداری از موقعیت نسبی و آب و هوا و طبیعتی بکر و مسیر های بین روستا و منطقه‌ای از اهمیت خاصی برخوردار است . 
قدمت این روستا به پیش از اسلام باز میگردد و آثار باستانی و تاریخی ، این روستا را به یکی از قطب های گردشگری تبدیل کرده است . 
در گذشته وسعت مارشک بیش از مارشک کنونی بود و آثار تاریخی کشف شده در آن  به وجود حکومت های محلی اشاره دارد. 
زبان رسمی مارشک پارسی است اما به دلیل هجوم مغول ها به این منطقه زبان ترکی نیز رواج یافته ولی همچنان پارسی زبان اصلی مردم این روستااست .  

## جمعیت
این روستا در دهستان کارده قرار دارد و بر اساس سرشماری مرکز آمار ایران در سال ۱۳۸۵، جمعیت آن ۱٬۵۳۲ نفر (۳۳۴خانوار) بوده‌است.